# Saint-Marcel-Bel-Accueil
Saint-Marcel-Bel-Accueil es una comuna francesa situada en el departamento de Isère, en la región de Auvernia-Ródano-Alpes.
A pesar de su aspecto rural, es parte de la zona urbana de Lyon.

## Demografía
| 518 | 548 | 640 | 804 | 998 | 1254 | 1432 |
| Para los censos de 1962 a 1999 la población legal corresponde a la población sin duplicidades (Fuente: INSEE [Consultar]) |     |     |     |     |      |      |